# کرلینگ با ویلچر

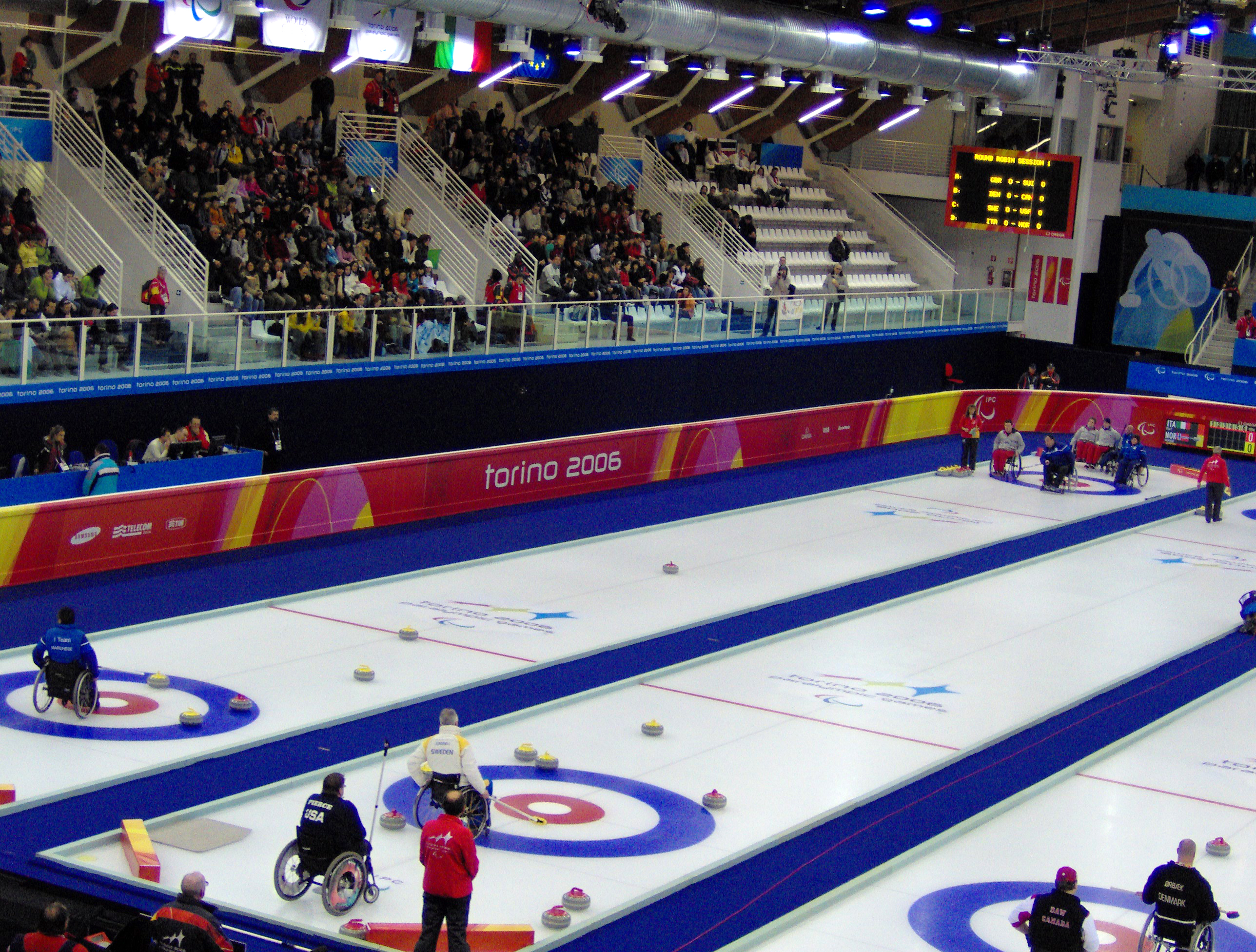
کرلینگ با ویلچر در پارالمپیک زمستانی ۲۰۰۶

کرلینگ با ویلچر یک انطباق از کرلینگ برای ورزشکاران دارای معلولیت است که اندام تحتانی یا راه رفتن آنها تحت تأثیر آن قرار دارد. کرلینگ با ویلچر توسط فدراسیون جهانی کرلینگ اداره می‌شود و یکی از ورزش‌های بازی‌های پارالمپیک زمستانی است.